# Virginia Slims of Arizona 1986
Virginia Slims of Arizona 1986, також відомий під назвою Virginia Slims of Phoenix, - жіночий тенісний турнір, що проходив на закритих кортах з твердим покриттям Jordan Tennis and Racquet Center у Фініксі (США) в рамках Світової чемпіонської серії Вірджинії Слімс 1986. Турнір відбувся вперше і тривав з 24 березня до 30 березня 1986 року. Несіяна Бет Герр здобула титул в одиночному розряді.

## Фінальна частина

### Одиночний розряд
Бет Герр —  Енн Гендрікссон 6–0, 3–6, 7–5
- Для Герр це був єдиний титул в одиночному розряді за кар'єру.

### Парний розряд
Сьюзен Маскарін /  Бетсі Нагелсен —  Лінда Гейтс /  Алісія Молтон 6–4, 5–7, 6–4